# Орешники (Красноярский край)
Оре́шники — деревня в Рыбинском районе Красноярского края России. Входит в состав Новосолянского сельсовета.

## История
В 1976 году указом Президиума Верховного Совета РСФСР деревня отделения № 3 Камалинского опытно-производственного хозяйства переименована в Орешники.

## Население
| 2010 |
| ---- |
| 70   |

## Улицы
| - пер. Берёзовый, - пер. Дорожный, | - пер. Озёрный, - ул. Солнечная. |